# Остров Мак-Культа
О́стров Мак-Ку́льта (О́стров Мак-Ну́льта) — остров архипелага Земля Франца-Иосифа. Административно относится к Приморскому району Архангельской области России. Наивысшая точка острова — 50 метров.
Расположен в юго-восточной части архипелага в 2 километрах к югу от мыса Хёфера острова Земля Вильчека в группе из четырёх небольших островов (кроме него остров Деревянный, Дауэс и Тилло).
Имеет неровную округлую форму диаметром около 1 километра. Свободен ото льда. В восточной части скала высотой 50 метров, в западной — скала-останец высотой 21 метр.